# Verlagshaus Jaumann
Das Oberbadische Verlagshaus Georg Jaumann GmbH & Co. KG mit Hauptsitz in Lörrach ist Herausgeber der drei südbadischen regionalen Tageszeitungen Die Oberbadische (Lörrach), Markgräfler Tagblatt (Schopfheim) und Weiler Zeitung (Weil am Rhein). Mit einer verkauften Auflage von 10.494 Exemplaren und einer Reichweite von fast 60.000 Lesern stellen diese Publikationen, neben den Lokalausgaben der konkurrierenden Badischen Zeitung, die zweitgrößte Tageszeitung in ihrem Verbreitungsgebiet dar.
Geschäftsführer war bis 2024 Martin Pförtner. Verantwortlicher Redakteur/Chefredakteur für die drei Lokalteile ist Marco Fraune.

## Unternehmensgeschichte
Der Vorläufer des Verlagshauses Jaumann wurde am 12. September 1885 unter der Bezeichnung Freisinniges Volksblatt von Georg Jaumann († 1961) und Hans Netzer († 1927) ins Leben gerufen. Sie ist damit die älteste Zeitung Lörrachs. Ab Anfang 1908 erschien die Zeitung unter dem Titel Oberbadisches Volksblatt. Zum 1. September 2006 erfolgte die Umbenennung in Die Oberbadische. Zur Zeit des Nationalsozialismus blieb das Blatt trotz Gleichschaltung bei einer relativ neutralen Linie, obwohl es dadurch einige Schwierigkeiten mit den Machthabern bekam. In der Nachkriegszeit ruhte die Zeitung einige Jahre. Die erste Nachkriegsausgabe erschien am 1. Oktober 1949. Nach dem Tod seines Großvaters 1961 übernahm der erst 25 Jahre alte Hansjörg Jaumann den Zeitungsverlag. Er baute die nunmehr zwei Lokalteile Oberbadisches Volksblatt und Weiler Zeitung aus, was zu einer Auflagensteigerung führte, und kooperierte mit dem Schwarzwälder Boten durch Übernahme dessen überregionalen Mantelteils. 1973 wurde das Markgräfler Tagblatt übernommen, die älteste Zeitung im Landkreis Lörrach. Zu Beginn der 1990er Jahre führte das Haus den Ganzseitenumbruch ein.
Am Verlagshaus Jaumann war die Schwarzwälder Bote Mediengesellschaft mbH mit 49,7 Prozent beteiligt. Über die SBM zählt Die Oberbadische zur Südwestdeutsche Medien Holding, in der wiederum die Medien Union aus Ludwigshafen und die Gruppe Württembergischer Verleger die größten Einzelgesellschafter sind. Zum 1. Januar 2024 übernahm die Schwarzwälder Bote Mediengesellschaft mbH sämtliche Anteile.